# Ronnie Harrell
Ronnie Harrell Jr. (nacido el 11 de marzo de 1996 en Denver, Colorado) es un jugador de baloncesto estadounidense que mide 2,01 metros y actualmente juega de alero en el Ironi Nes Ziona B.C. en la Ligat ha'Al israelí.

## Trayectoria
Es un jugador polivalente que durante su etapa universitaria en Estados Unidos, Harrell disputó un total de 114 partidos repartidos repartidos entre Creighton Bluejays en la que jugó durante 3 temporadas y Denver Pioneers, con una media de 6,5 puntos por partido, 4,1 rebotes y 1,6 asistencias por partido. En su etapa en Creighton Bluejays durante la temporada 2017-18 y la 2018-19 las jugó a un mejor nivel promediando en la 2017-18 con Creighton jugando una media de 25,4 minutos con 7 puntos, 6,4 rebotes y 2,6 asistencias en los 30 partidos disputados con dicho equipo. Con Denver Pioneers, en la temporada 2018-19 jugó 29 partidos con una media de 27,8 minutos por partido, 12,6 puntos, 5,5 rebotes y dos asistencias por encuentro jugado.
En la temporada 2019-20 da el salto al baloncesto europeo incorporándose al CSA Steaua București con el que promedia 7,8 puntos, 3,6 rebotes y 1,4 asistencias por partido fichando posteriormente por el BBC Etzella de la liga de Luxemburgo con el que juega un total de ocho encuentros desde su llegada al club en el mes de enero de este 2020.
El 1 de julio de 2020, llega a España para jugar en las filas del Palmer Alma Mediterránea Palma de la Liga LEB Oro, durante una temporada.
El 6 de agosto de 2021, firma por el Hapoel Galil Gilboa de la Ligat Winner.
En la temporada 2022-23, firma por el Ironi Nes Ziona B.C. en la Ligat ha'Al israelí.